# Véretz
 Véretz  es una población y comuna francesa, situada en la región de  Centro, departamento de Indre y Loira, en el distrito de Tours y cantón de Montlouis-sur-Loire.

## Demografía
| 864 | 1009 | 1315 | 2313 | 2709 | 3020 |
| Para los censos de 1962 a 1999 la población legal corresponde a la población sin duplicidades (Fuente: INSEE [Consultar]) |      |      |      |      |      |